# Danny Granville
Daniel Patrick Granville (Londra, 19 gennaio 1975) è un ex calciatore inglese, di ruolo difensore.

## Palmarès

### Club

#### Competizioni nazionali
- Coppa di Lega inglese: 1

Chelsea: 1997-1998

#### Competizioni internazionali
- Coppa delle Coppe: 1

Chelsea: 1997-1998